# Ročica za potisk (letalski motor)
Ročica za potisk (ang. Thrust lever) so ročice s katerimi se nastavlja potisk reaktivnih motorjev. Po navadi so nameščeni med pilotom in kopilotom. Lahko jih uporablja pilot, kopilot ali pa avtopilot (Autothrottle).
Pri večmotornih letalih ima vsak motor svojo ročico, številko 1 bo imel najbolj levi motor (če gledamo od zgoraj). Če avtopilot spreminja moč motorjev se na nekaterih letalih avtomatsko premikajo tudi ročice, na drugih pa ostanejo v določeni poziciji.